# Zac Baird
Zachary Baird, dit Zac (né le 16 février 1971 dans le comté d'Orange en Californie) est un musicien américain.
Il est connu pour être un musicien additionnel du groupe Korn depuis le SYOTOS Tour. Il a participé à l'écriture et à l'enregistrement de l'album Untitled. Sur scène il joue du piano, du synthétiseur, de l'orgue et des Ondes Martenot.